# Новгород-Сіверська стоянка
Новгород-Сіверська стоянка — поселення кінця пізнього палеоліту (38-10 тис. років тому) на високому правому березі Десни, на території сучасного міста Новгорода-Сіверського, за садибою ЗОШ I-II ступенів.
Виявлена 1933 p., досліджувалася 1935—1938 pp. і 1954 р. І. Підоплічком (1905—1975) — українським радянським зоологом, палеонтологом і археологом (з 1967 — академік АН УРСР).
Культурні залишки залягали під навісами і в гротах великих піскових брил (скель), які напевно були житлами і сховищами мешканців Новгород-Сіверської стоянки.
Знайдено крем'яні різці, скребки, вістря.
Унікальними крем'яними виробами є три великі знаряддя — гігантоліти.
Науковий інтерес становить також ребро мамонта, орнаментоване численними лінійними насічками.
Знайдено кілька фрагментів черепа пізньопалеолітичної людини та численні кістки тварин.
Зберігаються в Центральному науково-природничому музеї АН України у місті Києві.